# Bełk (Silezië)
Bełk (Duits: Belk)  is een dorp in de poolse Woiwodschap Silezië, in het district Rybnicky. De plaats maakt deel uit van de landgemeente Czerwionka-Leszczyny.  Bełk ligt 7 kilometer ten zuiden van Czerwionka-Leszczyny, 13 kilometer ten noordoosten van Rybnik en 25 kilometer ten zuidwesten van Katowice. Bełk heeft 3358 inwoners en heeft een oppervlakte van 15,43 kilometer.

## Geschiedenis
Het dorp werd voor het eerst genoemd in 1289, toen het toebehoorde aan een ridder Andrzej (Andreas) met de bijnaam Belick. Bełk werd later ook genoemd in een Latijns document van het aartsbisdom Wroclaw genaamd: Liber fundationis episcopatus Vratislaviensis van rond 1305 als Item apud Belconem ernut 30 mansi soluentes fertones expela libertate, de quibus prepositura Opoliensis de agris dudum cultis habet tres reliqui uero ad mensam domini episcopi.
Het dorp werd een zetel van een katholieke parochie in het decanaat Żory, wat lag in het aartsbisdom Wrocław en werd in 1447 genoemd als Belk, in een volledig register van de betaling van de Sint-Pieterspenning, samengesteld door Nicholaum Wolff, een aartsdiaken van Opole.
De Belgische wielrenner Bjorg Lambrecht verongelukte op 5 augustus 2019 tijdens de Ronde van Polen nabij Bełk. Hij kwam zwaar ten val tegen een betonnen duiker, waarna hij door de inwendige verwondingen een hartstilstand kreeg en een gescheurde lever opliep.

## Galerij

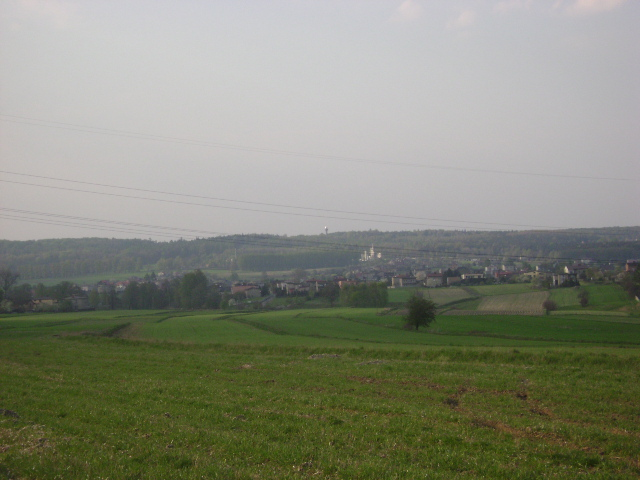
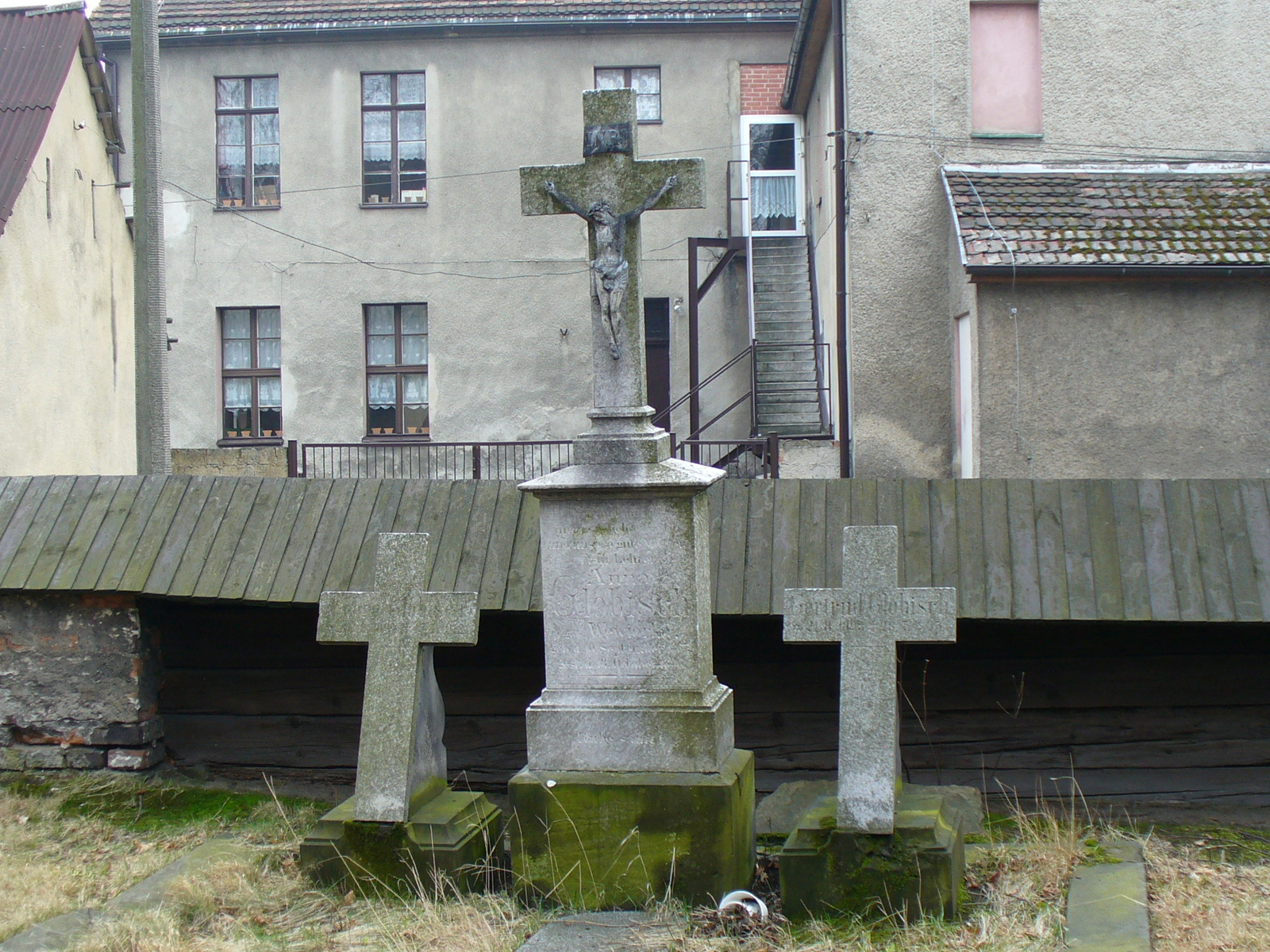
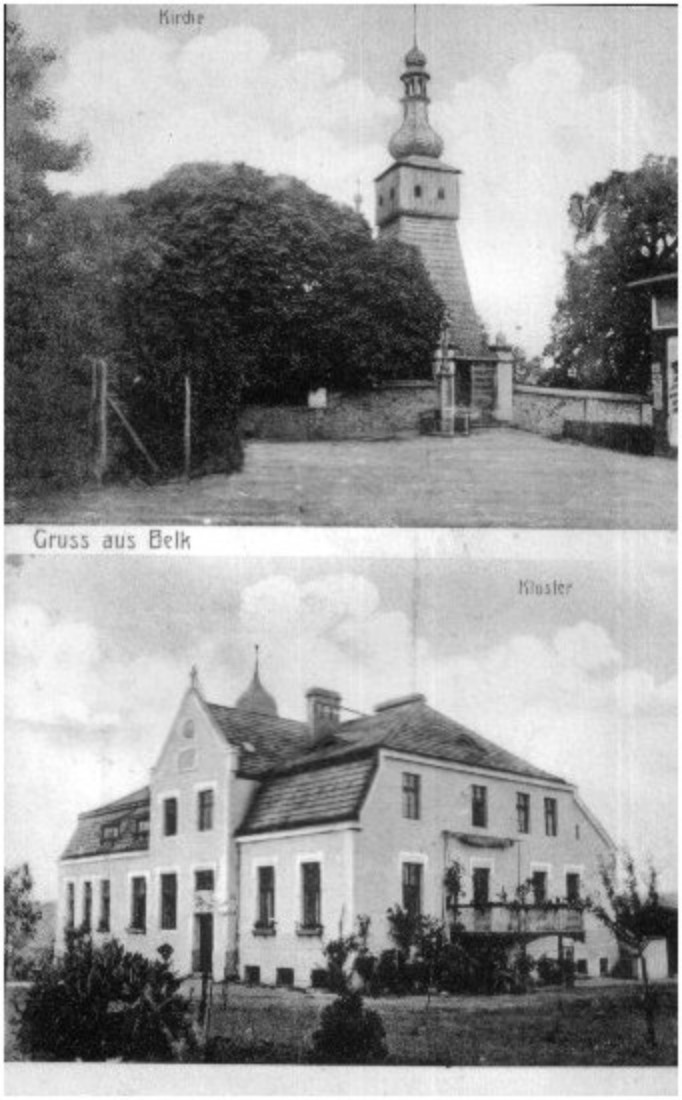